# Frank Cady
Frank Randolph Cady (Susanville, 8 de setembro de 1915  - Wilsonville, 8 de junho de 2012) foi um ator americano mais conhecido por seu papel como o lojista Sam Drucker em três séries de televisão americanas durante os anos 1960 - Petticoat Junction, Green Acres e The Beverly Hillbillies - e seu papel anterior como Doc Williams em The Adventures of Ozzie and Harriet.

## Biografia
Cady nasceu em Susanville, Califórnia, a caçula de três filhos de Leon e Clara Cady. No colégio, ele trabalhou em um jornal local, The Lassen County Advocate. A família de Cady mais tarde mudou-se para Wilsonville, Oregon.
Ele estudou jornalismo e drama na Universidade de Stanford, onde se envolveu com a revista de humor do campus, a Stanford Chaparral. Após a graduação na faculdade, Cady serviu como aprendiz no Westminster Theatre em Londres, aparecendo em quatro peças. Na Inglaterra, ele fez uma primeira aparição na televisão BBC no final de 1938.
Ele voltou para Stanford em 1939 para estudos de pós-graduação e uma posição como assistente de ensino. Enquanto estava em Stanford, Cady conheceu e mais tarde se casou com sua esposa, Shirley Katherine Jones, em 1940. Nascida em Oakland, Califórnia, Shirley Cady, formada em Stanford, tinha várias vocações - cantora profissional, professora e secretária jurídica.
Insatisfeito com a academia, Frank começou uma série de empregos dois anos depois, como locutor e apresentador de notícias em várias estações de rádio da Califórnia. Sua carreira foi suspensa em 1943, quando ingressou no United States Army Air Corps, servindo na Inglaterra, França e Alemanha durante a Segunda Guerra Mundial.

## Carreira na televisão e no cinema
Depois de ser dispensado do serviço militar em 1946, Cady apareceu em uma série de peças na área de Los Angeles que o levaram a papéis no cinema, começando em 1947. Em 1949, ele teve um papel não-creditado como orador no clássico filme noir drama DOA. Em 1950, ele teve outro papel não creditado em O Pai da Noiva. Ele teve uma pequena participação no clássico noir The Asphalt Jungle (também 1950), interpretando uma testemunha que se recusou a identificar um suspeito de roubo. Ele apareceu no filme de George Pal, When Worlds Collide (1951), e trabalhou com Pal novamente em 1964 em 7 Faces of Dr. Lao.
Cady teve um papel proeminente em Ace in the Hole de Billy Wilder (ou The Big Carnival, também em 1951) e teve um papel pequeno e sem fala em Janela Indiscreta em 1954. Ele interpretou o marido de personagens de Eileen Heckart em dois filmes: The Bad Seed (1956) e Zandy's Bride (1974). Ele apareceu no episódio Make Room For Daddy, que foi o piloto do The Andy Griffith Show. Ele foi escalado para alguns programas de rádio, incluindo Gunsmoke episódio # 140 ("Outlaw Robin Hood") em 8 de janeiro de 1955.
Na década de 1950, Cady interpretou Doc Williams em Ozzie e Harriet (1953–1964). Em 1961, ele fez uma aparição especial em Perry Mason como os irmãos gêmeos Joe e Hiram Widlock em "O Caso do Paciente Patético". Ele foi prolífico na televisão e foi o único ator a interpretar um personagem recorrente em três sitcoms de televisão ao mesmo tempo, o que fez de 1968 a 1969, aparecendo simultaneamente em The Beverly Hillbillies, Green Acres e Petticoat Junction. Como Sam Drucker, ele apareceu em 142 dos 170 episódios de Green Acres durante sua exibição de seis anos, de 1965 a 1971. Também como Sam Drucker, ele foi um dos apenas três co-estrelas de Petticoat Junction que permaneceu com a série por toda a série de sete anos (1963-1970), junto com Edgar Buchanan e Linda Henning, aparecendo em 152 dos 222 episódios do programa. Ele interpretou Sam em 10 episódios de The Beverly Hillbillies de 1968 a 1970, e continuou seu papel de Sam Drucker na temporada final de Green Acres depois que Petticoat Junction terminou em 1970.
Seu papel final foi no filme para televisão Return to Green Acres (1990). Em uma entrevista de 1995 com o Portland Oregonian, Cady falou sobre sua carreira na televisão: "Você é tipificado. Sou lembrado por aqueles programas e não por alguns trabalhos muito bons de atuação que fiz outras vezes. Suponho que deva ser grato por isso, porque do contrário não seria lembrado de forma alguma. Tenho que ser um dos caras mais sortudos do mundo".
Em 2005, Cady compareceu ao funeral de Eddie Albert, junto com os co-estrelas Sid Melton e Mary Grace Canfield de Green Acres.

## Vida pessoal
Cady adorava escrever poemas humorísticos, limericks e paródias de canções. Ele também adorava jogar golfe com os amigos, bem como viajar; ele fez muitos anos de caminhadas na Suíça. Em 1977, sua esposa e ele se mudaram para Cambria, Califórnia. Em 1991, eles se mudaram novamente, para sua antiga cidade natal, Wilsonville, Oregon.

## Morte
Shirley Cady morreu em 22 de agosto de 2008, aos 91 anos. Os Cadys, casados há 68 anos, tiveram dois filhos   - Catherine Turk e Steven Cady. Eles tiveram três netos e três bisnetos. Frank Cady morreu em sua casa em 8 de junho de 2012 aos 96 anos. Nenhuma causa específica foi fornecida. Após sua morte, ele foi cremado e suas cinzas estão enterradas no Los Osos Valley Memorial Park, Los Osos, Califórnia, no mesmo terreno que sua esposa.

## Filmografia
| Ano  | Título                       | Personagem                       | Notas                             |
| ---- | ---------------------------- | -------------------------------- | --------------------------------- |
| 1948 | He Walked by Night           | Pete Hammond                     | Sem crédito                       |
| 1949 | Flamingo Road                | Tom Hill                         | Sem crédito                       |
| 1949 | DOA                          | Eddie - Bartender                | Sem crédito                       |
| 1950 | The Asphalt Jungle           | Escriturário noturno             | Sem crédito                       |
| 1950 | O Grande Rupert              | Sr. Taney - cobrador de impostos |                                   |
| 1950 | O Pai da noiva               | Convidado da festa de noivado    | Sem crédito                       |
| 1950 | Emergency Wedding            | Sr. Hoff                         | Sem crédito                       |
| 1950 | Experiment Alcatraz          | Max Henry                        |                                   |
| 1950 | Sra. O'Malley e Sr. Malone   | atormentar                       | Sem crédito                       |
| 1950 | Hunt the Man Down            | Showbox Puppeteer                | Sem crédito                       |
| 1951 | Lightning Strikes Twice      | Homem do posto de gasolina       | Sem crédito                       |
| 1951 | Dear Brat                    | Creavy                           |                                   |
| 1951 | Ace in the Hole              | Al Ferderber                     |                                   |
| 1951 | Let's Make It Legal          | Ferguson                         |                                   |
| 1951 | When Worlds Collide          | Harold Ferris                    |                                   |
| 1952 | The Atomic City              | Agente do FBI George Weinberg    |                                   |
| 1952 | The Sellout                  | Bennie Amboy                     |                                   |
| 1953 | Half Hero                    | Sr. Watts                        |                                   |
| 1953 | Marry Me Again               | Dr. Day                          |                                   |
| 1954 | JRear Window                 | Man on Fire Escape               |                                   |
| 1955 | Trial                        | Canford                          | Sem crédito                       |
| 1955 | The Indian Fighter           | Trader Joe                       |                                   |
| 1956 | The Bad Seed                 | Henry Daigle                     |                                   |
| 1956 | Three Violent Peoples        | Dr. Graham                       | Sem crédito                       |
| 1957 | The Tin Star                 | Abe Pickett                      | Sem crédito                       |
| 1958 | The Missouri Traveller       | Willie Poole                     |                                   |
| 1958 | The Girl Most Likely         | Pop                              |                                   |
| 1959 | The Man Who Understood Women | John Milstead                    |                                   |
| 1964 | 7 faces do Dr. Lao           | Prefeito James Sargent           |                                   |
| 1967 | The Gnome-Mobile             | Charlie Pettibone                | Sem crédito                       |
| 1970 | The Million Dollar Duck      | Analisador                       |                                   |
| 1974 | Zandy's Bride                | Pa Allan                         |                                   |
| 1975 | <i>Hearts of the West</i>    | Pa Tater                         |                                   |
| 1990 | Return to Green Acres        | Sam Drucker                      | Filme de TV; papel final no filme |

## Créditos de televisão
| Year      | Series                              | Role                                      | Episode(s)                         |
| --------- | ----------------------------------- | ----------------------------------------- | ---------------------------------- |
| 1954–1965 | The Adventures of Ozzie and Harriet | Doc Williams                              | 71 episodes                        |
| 1956      | December Bride                      |                                           | "Lily in a Gas Station"            |
| 1956      | Private Secretary                   | Barney                                    | "Passing the Buck"                 |
| 1957      | Broken Arrow                        | Thaddeus Parker                           | "Devil's Eye"                      |
| 1958      | Maverick                            | Hamelin                                   | "Rope of Cards"                    |
| 1958      | Trackdown                           | Bob Tail                                  | "The Wedding"                      |
| 1959      | The Gale Storm Show                 | Director                                  | "It's Murder My Dear"              |
| 1959      | Sugarfoot                           | Lawyer Jay Hollis                         | "The Mysterious Stranger"          |
| 1960      | The Alaskans                        | Bradshaw                                  | "The Last Bullet"                  |
| 1960      | Make Room for Daddy                 | Will Hoople - Town Drunk                  | "Danny Meets Andy Griffith"        |
| 1960      | Klondike                            | Lester                                    | "Swoger's Mule"                    |
| 1961      | Guestward, Ho!                      | Harry Crawford                            | "Bill, the Fireman"                |
| 1961      | Hawaiian Eye                        | Harvey Gamson                             | "The Stanhope Brand"               |
| 1961      | Pete and Gladys                     | Teller                                    | "The Live-In Couple"               |
| 1961      | Perry Mason                         | Joe/Hiram Widlock                         | "The Case of the Pathetic Patient" |
| 1962      | Dennis the Menace                   | Dr. Ferguson                              | "The Club Initiation"              |
| 1962      | "The Joey Bishop Show"              | Defense Attorney                          | "Very Warm For Christmas"          |
| 1962      | Cheyenne                            | Wayne                                     | "The Quick and the Deadly"         |
| 1963      | The Virginian                       | Mr. Hardy                                 | "The Exiles"                       |
| 1963      | Glynis                              | George                                    | "The Pros and Cons"                |
| 1963      | Grindl                              | Mr. Burroughs                             | "The Great Bank Robbery"           |
| 1963–1970 | Petticoat Junction                  | Mr. Drucker, The General Store Shopkeeper | 168 episodes                       |
| 1964      | Hazel                               | Mr. Pincus                                | "The Flagpole"                     |
| 1964      | Gunsmoke                            | Webb Norton                               | "Aunt Thede"                       |
| 1965–1966 | The Andy Griffith Show              | Luke                                      | 2 episodes                         |
| 1965–1971 | Green Acres                         | Mr. Drucker, The General Store Shopkeeper | 142 episodes                       |
| 1968–1970 | The Beverly Hillbillies             | Sam Drucker                               | 10 episodes                        |
| 1974      | Hawaii Five-O                       | Judge Edgar Bergstrom                     | "Mother's Deadly Helper"           |
| 1974–1975 | These Are the Days                  | Homer (voice)                             | 16 episodes                        |
| 1977      | Eight Is Enough                     |                                           | "Hit and Run"                      |
| 1977      | ABC Weekend Special                 | Mr. Minney                                | "The Winged Colt"                  |
| 1978      | ABC Weekend Special                 | Mr. Sutter                                | "Soup and Me"                      |
| 1978      | ABC Weekend Special                 | Mr. Sutter                                | "Soup for President"               |